# ブラック・ファイル 野心の代償
『ブラック・ファイル 野心の代償』（ブラック・ファイル やしんのだいしょう、原題: Misconduct）は、2016年のアメリカ映画。監督はシンタロウ・シモサワ。出演はジョシュ・デュアメル、アリス・イヴ、マリン・アッカーマン、イ・ビョンホン、ジュリア・スタイルズ、グレン・パウエル、アル・パチーノ、アンソニー・ホプキンス。

## ストーリー
全米を牛耳る巨大製薬会社 ピアソン製薬はCEOアーサー・デニング（アンソニー・ホプキンス）の下、新薬の治験結果を捏造し、多額の利益を得ていた。メディアから激しい追及を受けていたが、決定的な証拠が無く、その不正行為は野放しのままだった―。
ベン・ケイヒル（ジョシュ・デュアメル）はニューオーリンズにある一流弁護士事務所に勤める野心家の弁護士。看護師として激務に励む妻シャーロット（アリス・イヴ）とともに暮らしているが、流産をきっかけに夫婦仲は冷え切っており、仕事に打ち込むことでその悲しみを忘れようとしていた。 そんなある日、ベンのSNSに一通の友達リクエストが届く。相手はエミリー・ハインズ（マリン・アッカーマン）。男なら誰もが振り向く金髪美女で、ベンの元恋人だ。友達リクエストを承認すると早速メッセージが届き、10年ぶりの再会を果たす。ベンはそこで思いもよらぬ事実を知る。エミリーはピアソン製薬に勤めており、CEOのデニングの愛人だったのだ。そして不正行為の決定的な証拠である機密ファイルを渡すと持ちかけられる。世間の注目を浴びている事件を担当し勝訴すれば昇進するだけでなく知名度も格段に上がる。ベンの野心に火がついた。機密ファイルを受け取るためにエミリーの部屋を訪れるベン。そんな彼をエミリーは妖艶に誘う。誘惑に負けキスをする2人。しかし、ベンは我に返り機密ファイルを手に部屋を後にする。 翌日、ベンは弁護士事務所の代表チャールズ・エイブラムス（アル・パチーノ）に、ピアソン製薬に対し訴訟を起こすよう持ちかける。機密ファイルを提示し、「正義のためなら手を汚せる弁護士が必要」と熱弁する。彼の熱意を認めたエイブラムスは訴訟に同意。慌ただしく準備が始まる。

## 製作
本作でメガホンをとるのはこれが監督デビュー作となるシンタロウ・シモサワ。監督によると黒澤明監督、アニメの「攻殻機動隊」に影響を受けているとインタビューで話している。

## キャスト
※括弧内は日本語吹替
- ベン・ケイヒル - ジョシュ・デュアメル（津田健次郎）
- アーサー・デニング - アンソニー・ホプキンス（長克巳）
- チャールズ・エイブラムス - アル・パチーノ（山路和弘）
- 謎の男 - イ・ビョンホン（小西克幸）
- シャーロット・ケイヒル - アリス・イヴ（壹岐紹未）
- エミリー・ハインズ - マリン・アッカーマン（桜木可奈子）
- ジェーン・クレメンテ - ジュリア・スタイルズ
- ダグ・フィールズ - グレン・パウエル